# Ascaridida
L'ordine Ascaridida include molte famiglie di parassiti vermi cilindrici con tre "labbra" nella parte anteriore. In precedenza erano inseriti nella sottoclasse Rhabditia, ma nuovi studi morfologici e genetici hanno portato all'assegnazione alla sottoclasse Spiruria.
In altri sistemi tassonomici, Ascaridida è classificato come sottordine "Ascaridomorpha".
Il sottordine Dioctophymatina è disputato: contiene solamente 2 famiglie, una delle quali è monospecifica. La maggior parte degli ascaridi sono inseriti nel sottordine Ascaridina, che include numerosi parassiti dell'uomo e degli animali domestici.
Le famiglie più importanti sono, tra le altre:
- Anisakidae,  le cui larve causano un'infezione parassitaria del tratto gastrointestinale, detta Anasikiasi.
- Ascarididae, che include parassiti intestinali di grandi dimensioni, come il genere Ascaris.
- Cosmocercoides, include parassiti di anfibi.
- Toxocaridae, parassiti di cani, gatti e procioni, che all'occasione attaccano anche l'uomo.